# Roques de la Plana
Les Roques de la Plana és una muntanya de 686 metres que es troba al municipi de Torrelles de Foix, a la comarca de l'Alt Penedès.